# T.I. vs. T.I.P.
T.I. vs. T.I.P. is het vijfde muziekalbum van rapper T.I.. Het album werd op 3 juli 2007 uitgebracht in de Verenigde Staten, een dag eerder dan in Engeland. T.I. vertelde over de titel: "het is voornamelijk een tweestrijd met mezelf. Er is niemand zo goed in wat ik doe als ik, dus ik zie mezelf als waardige tegenstander voor mezelf."
Zijn eerste single van dit album, getiteld "Big Shit Poppin' (Do It)", werd geproduceerd door Mannie Fresh en onder anderen geproduceerd door T.I.. De single werd 17 april uitgebracht, een paar maanden voor zijn album uitkwam. Het nummer kwam 26 april op #39 in Billboard's Hot R&B/Hip-Hop Songs en #30 in de Billboard Hot 100.
T.I. kwam ook voor in de Screamfest '07 tour, samen met zangeres Ciara, zanger Lloyd en rappers T-Pain en Yung Joc. De tour begon 3 augustus.
T.I. bracht zijn tweede single "You Know What It Is" met gastartiest Wyclef Jean 12 juni uit. De videoclip kan op iTunes gekocht worden. De videoclip werd 14 juni uitgebracht op MTV, MTV.com en TRL.
Het album verkocht 468,000 exemplaren in de Verenigde Staten, volgens Nielsen SoundScan, en debuteerde op #1 in de Billboard 200-hitlijst en de Top R&B/Hip-Hop Albums hitlijst. Het Grand Hustle/Atlantic-album is T.I.'s tweede bovenaan staande album in afgelopen anderhalf jaar. Op het album komen onder anderen gastartiesten als Jay-Z, Busta Rhymes, Wyclef Jean, Alfamega, Nelly, en Eminem voor, met producties van onder anderen Eminem, Jeff Bass, Mannie Fresh, Grand Hustle, The Runners, Just Blaze, Wyclef Jean en Danja. Dit is T.I.'s eerste album zonder producer DJ Toomp.
3 oktober 2007 bracht T.I. zijn derde single uit van dit album, getiteld "Hurt", waar Busta Rhymes en Alfamega ook op te horen zijn. Het nummer werd geproduceerd door Danja.

## Nummers
| #  | Titel                                         | Producer                                                  | Samen met               | Samples                                        | Duur |
| -- | --------------------------------------------- | --------------------------------------------------------- | ----------------------- | ---------------------------------------------- | ---- |
| 1  | "Act I (T.I.P.)"                              | T.I., Kannon "Caviar" Cross, Corey "DZ" Simon, Just Blaze |                         |                                                | 2:22 |
| 2  | "Big Shit Poppin'"                            | Mannie Fresh                                              |                         |                                                | 4:51 |
| 3  | "Raw"                                         | Lil' C                                                    |                         |                                                | 3:51 |
| 4  | "You Know What It Is"                         | Wyclef Jean, Jerry 'Wonder' Duplessis                     | Wyclef Jean             |                                                | 4:54 |
| 5  | "Da Dopeman"                                  | Mannie Fresh                                              |                         |                                                | 5:09 |
| 6  | "Watch What You Say To Me"                    | Khao, Bao Quoc Pham & Steve Holdren                       | Jay-Z                   |                                                | 4:45 |
| 7  | "Hurt"                                        | Danja                                                     | Alfa Mega, Busta Rhymes |                                                | 4:47 |
| 8  | "Act II (T.I.)"                               | T.I., Kannon "Caviar" Cross, Corey "DZ" Simon, Just Blaze |                         |                                                | 1:46 |
| 9  | "Help Is Coming"                              | Just Blaze, Canei Finch                                   |                         | "Somebody's Gonna Off The Man" van Barry White | 4:25 |
| 10 | "My Swag"                                     | Wyclef Jean, Wonda, All Hands on Deck, Keith Lil' Wonda   | Wyclef Jean             |                                                | 4:34 |
| 11 | "We Do This"                                  | The Runners                                               |                         |                                                | 3:33 |
| 12 | "Show It to Me"                               | Tony Galvin                                               | Nelly                   |                                                | 3:18 |
| 13 | "Don't You Wanna Be High"                     | The Runners                                               |                         |                                                | 3:59 |
| 14 | "Touchdown"                                   | Eminem, Jeff Bass                                         | Eminem                  |                                                | 4:42 |
| 15 | "Act III (T.I. vs. T.I.P.) The Confrontation" | T.I., Kannon "Caviar" Cross, Corey "DZ" Simon, Just Blaze |                         |                                                | 1:46 |
| 16 | "Tell 'Em I Said That"                        | Danja                                                     |                         |                                                | 4:50 |
| 17 | "Respect This Hustle"                         | Danja                                                     |                         |                                                | 4:26 |
| 18 | "My Type"                                     | Keith Mack                                                |                         |                                                | 4:50 |